# Pseudotocepheus promissus
Pseudotocepheus promissus är en kvalsterart som beskrevs av Grobler 1998. Pseudotocepheus promissus ingår i släktet Pseudotocepheus och familjen Tetracondylidae. Inga underarter finns listade i Catalogue of Life.